# Boogaloo (album)
Boogaloo je až do roku 2008 poslední studiové album skotské rockové skupiny Nazareth, vydané v roce 1998. Je to poslední studiové album, na kterém hraje zakládající člen Darrell Sweet, který v roce 1999 zemřel.

## Seznam skladeb
1. "Light Comes Down" 3:31
2. "Cheerleader" 3:14
3. "Lover Man" 4:30
4. "Open up Woman" 4:29
5. "Talk Talk" 3:52
6. "Nothing So Good" 5:08
7. "Party in the Kremlin" 3:37
8. "God Save the South" 6:35
9. "Robber and the Roadie"
10. "Waiting" 4:00
11. "May Heaven Keep You" 5:46

## Sestava

### Nazareth
- Pete Agnew – baskytara, doprovodný zpěv
- Dan McCafferty – zpěv
- Ronnie Leahy – klávesy
- Jimmy Murrison – kytara
- Darrell Sweet – bicí

### Hosté
- Lee Agnew – perkuse
- Simon Clark – alt & bariton saxofon
- Tim Sanders – tenor saxofon
- Roddy Lorimer – trubka
- Paul Spong – trubka